# Brachystomella contorta
Brachystomella contorta is een springstaartensoort uit de familie van de Brachystomellidae. De wetenschappelijke naam van de soort is voor het eerst geldig gepubliceerd in 1931 door Denis.